# Kèo

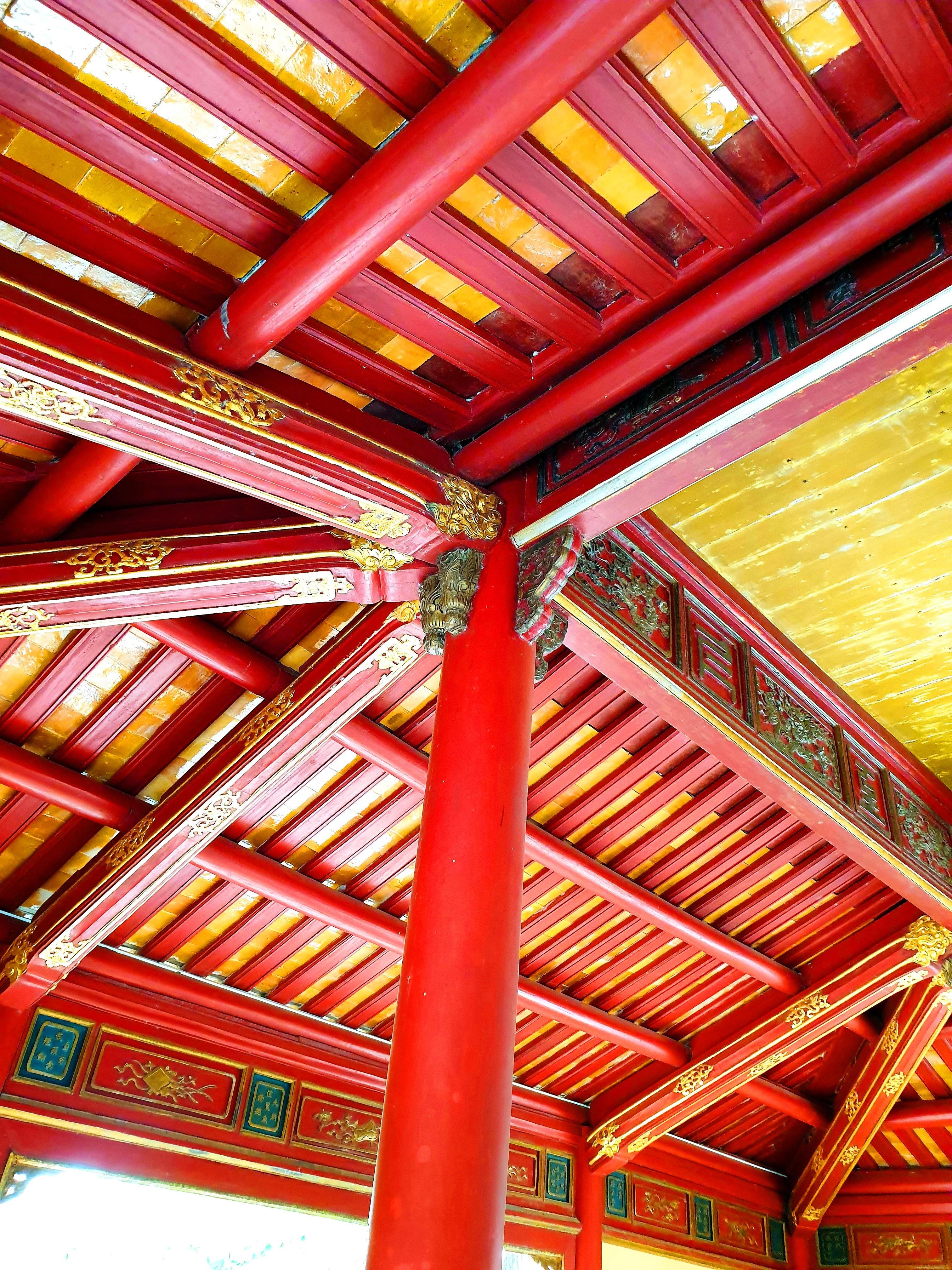
Cột kèo ở kiến trúc Lăng Minh Mạng

Kèo, trong kiến trúc cổ Việt Nam, là hệ thống gỗ kết nối các đầu cột của vì. Kèo có dạng hình tam giác cân để đỡ hai mái dốc về hai phía. Kèo có thể liên kết theo nhiều kiểu: kiểu giá chiêng, kiểu chồng rường, kiểu giả thủ, kiểu cột trốn, kiểu ván mê,... Thường thì có hai, hoặc ba trong số các kiểu này được kết hợp với nhau để khai thác được cùng lúc các ưu điểm của mỗi kiểu. Các kèo chịu sức nặng của mái, truyền sức nặng này xuống vì và được vì tiếp tục truyền xuống phần nền nhà (còn gọi là đài cơ).
Hai vì kèo liên tiếp được kết nối bởi các thanh vuông góc với mặt phẳng vì tạo thành gian của nhà. Các thanh này có tên gọi là các xà: Xà thượng, xà hạ, hay xà tử (xà hiên) tùy theo vị trí cao độ của nó trên các cột cái hay cột hiên. Nối giữa xà thượng và xà hạ có khi là một tấm ván, được gọi là ván lá gió. Nhiều gian tạo nên không gian nhà. Trong hình tam giác của vì kèo thì cạnh đáy là câu đầu (quá giang, xà ngang), cạnh nghiêng là thanh kèo (hoặc kẻ). Các hoành (xà gồ) đặt vuông góc trên thanh kèo là kết cấu chính đỡ mái dốc (qua lớp đệm gồm có rui và mè hoặc cầu phong và litô).